# Tubinga
Tubinga (en alemán: Tübingen, pronunciación: /ˈtyːbɪŋən/ⓘ) es una ciudad universitaria rica en tradiciones, situada a orillas del río Neckar, y casi 40 km al sur de Stuttgart, en el estado federado alemán de Baden-Wurtemberg. La ciudad es la sede administrativa del distrito de Tubinga y el distrito gubernamental del mismo nombre y fue la capital de Württemberg-Hohenzollern de 1947 a 1952. Pertenece a la región de Neckar-Alb y la región metropolitana europea de Stuttgart. Junto con la ciudad vecina de Reutlingen, forma uno de los 14 centros regionales del país.
Tras el final de la Segunda Guerra Mundial, parte del ejército de ocupación francés estuvo acantonado en la ciudad hasta 1990.
La vida de la ciudad está dominada por sus 22 219 estudiantes (semestre de verano 2007), de los cuales aproximadamente 15 000 vivían en ella. De ahí que Tubinga sea la ciudad con la media de edad más baja de Alemania. Además, en una clasificación realizada en 1995 por la revista Focus, Tubinga se situó como la ciudad alemana con mejor calidad de vida.

## Historia
La prestigiosa Universidad de Tubinga, donde estudió Johannes Kepler, fue fundada en 1477. 
En 1946, tras el fin de la Segunda Guerra Mundial en Europa, las fuerzas de ocupación francesas convirtieron a Tubinga en la capital de Wurtemberg-Hohenzollern, hasta que en 1949 se convirtió en parte del nuevo estado de Baden-Württemberg. Tubinga siguió siendo una ciudad de guarnición francesa hasta la década de 1990. Los soldados franceses ayudaron a dar forma al paisaje urbano. Además de los tres cuarteles de Tubinga, la guarnición francesa utilizó numerosos edificios residenciales, particularmente en la parte sur de la ciudad.
Pese a no haber sufrido los bombardeos estratégicos durante la Segunda Guerra Mundial, las condiciones de vida en Tubinga fueron difíciles en los meses posteriores al conflicto.

## Política
En las elecciones municipales del 22 de octubre de 2006, con una participación del 51,6%, Boris Palmer (Alianza 90/Los Verdes) fue elegido como el nuevo alcalde con el 50,4% de los votos en la primera votación. Asumió el cargo el 11 de enero de 2007. En las elecciones del 19 de octubre de 2014, Palmer fue confirmado en el cargo con el 61.7% de los votos en la primera votación con una participación del 55.0%. La retadora Beatrice Soltys, apoyada por la Unión Demócrata Cristiana de Alemania y el Partido Democrático Libre, logró el 33.2%.

## Geografía
Tubinga se encuentra en el medio del valle de Neckar, entre la Selva Negra y el Jura de Suabia. En Tubunga, el río Goldersbach desemboca en el Ammer, que desemboca en el Neckar al igual que el río Steinlach. En el centro de la ciudad se encuentran los montes de Schlossberg y Österberg, en las afueras se encuentran otras montañas como el Schnarrenberg y el Spitzberg de 475 m de altura. El punto más bajo del área de la ciudad de Tubunga está a 307 metros sobre el nivel del mar.

## Demografía
En la Edad Media y los primeros tiempos modernos, Tubinga tenía unos pocos miles de habitantes. La población creció lentamente y decreció una y otra vez debido a las numerosas guerras, epidemias y hambrunas. Entonces, las epidemias de peste en 1348 y durante la Guerra de los Treinta Años en 1634 y 1635 mataron a muchas personas. Fue solo con el comienzo de la industrialización en el siglo XIX que el crecimiento de la población se aceleró. En 1818 solo había 7500 personas en la ciudad, en 1900 ya había 15 000. Para 1939 la población se había duplicado a 30 000. Debido a la incorporación de ocho comunidades vecinas más pequeñas a principios de la década de 1970, la población creció de 55 000 en 1970 a 70 000 en 1973. En 2007, los 85 344 habitantes tenían en promedio solo 38,3 años, lo que hace que Tubinga sea la ciudad más joven de Alemania.

## Economía
Tubinga, al igual que el resto de la región, disfruta de los beneficios de la alta industrialización del estado y en especial de su capital Stuttgart. Este sector de Alemania cuenta con una de las economías más vigorosas de la Unión Europea (UE).
La economía de Tübingen está moldeada por el servicio público. Los empleadores más grandes son la universidad y la clínica.

## Transporte
En Tubinga, se ha experimentado con una oferta de transporte público gratuito. En 2019 el uso gratuito solo era válido los sábados.

## Investigación
Desde 2010, Tubinga cuenta con el primer centro para el tratamiento e investigación de enfermedades poco comunes en Alemania. Con sede en la clínica universitaria de Baden-Wurtemberg en Tubinga, el centro tiene como objetivo ofrecer tratamientos médicos y un cuidado intensivo de los afectados.

## Cultura

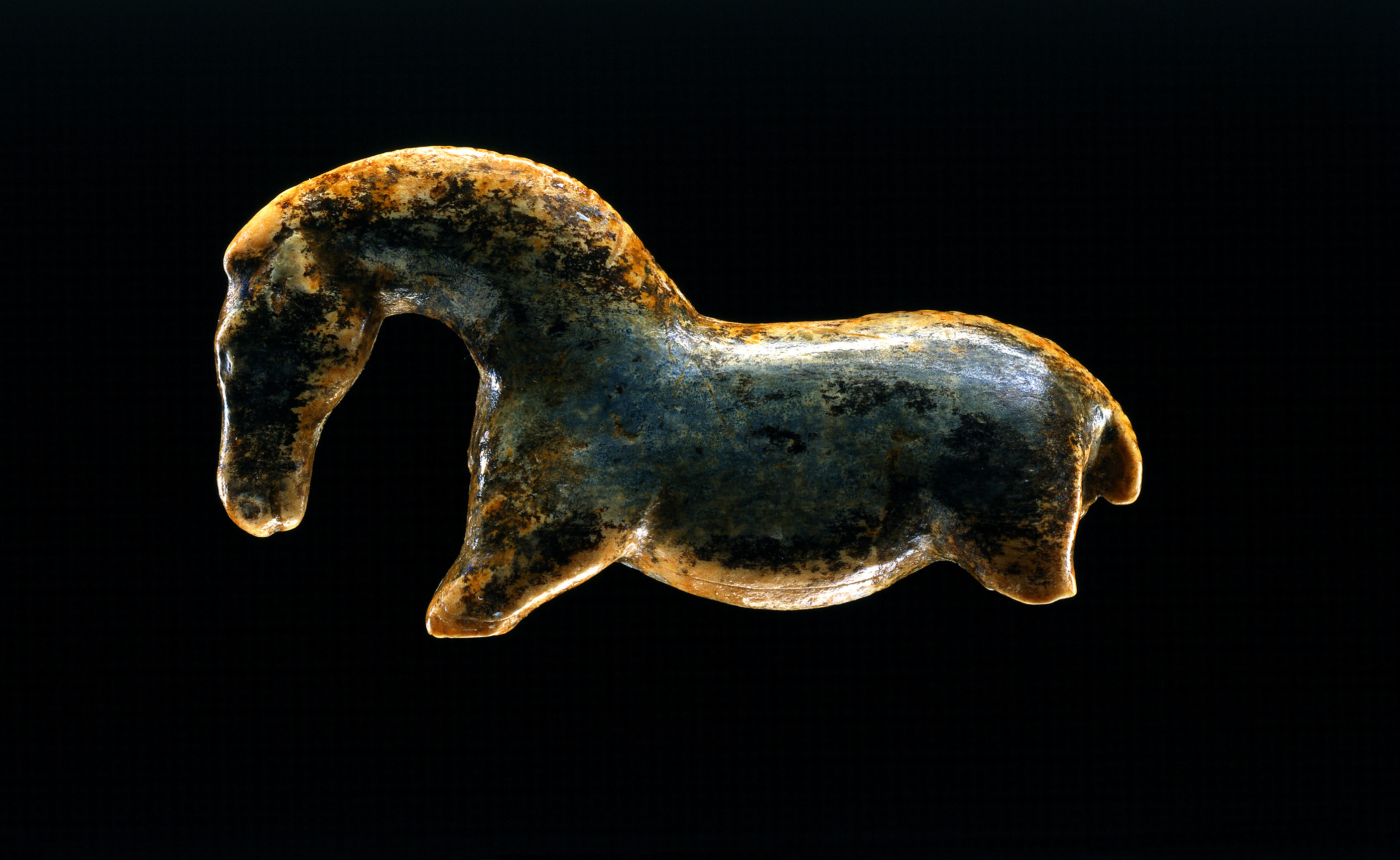
Caballo de cerca de años de antigüedad.

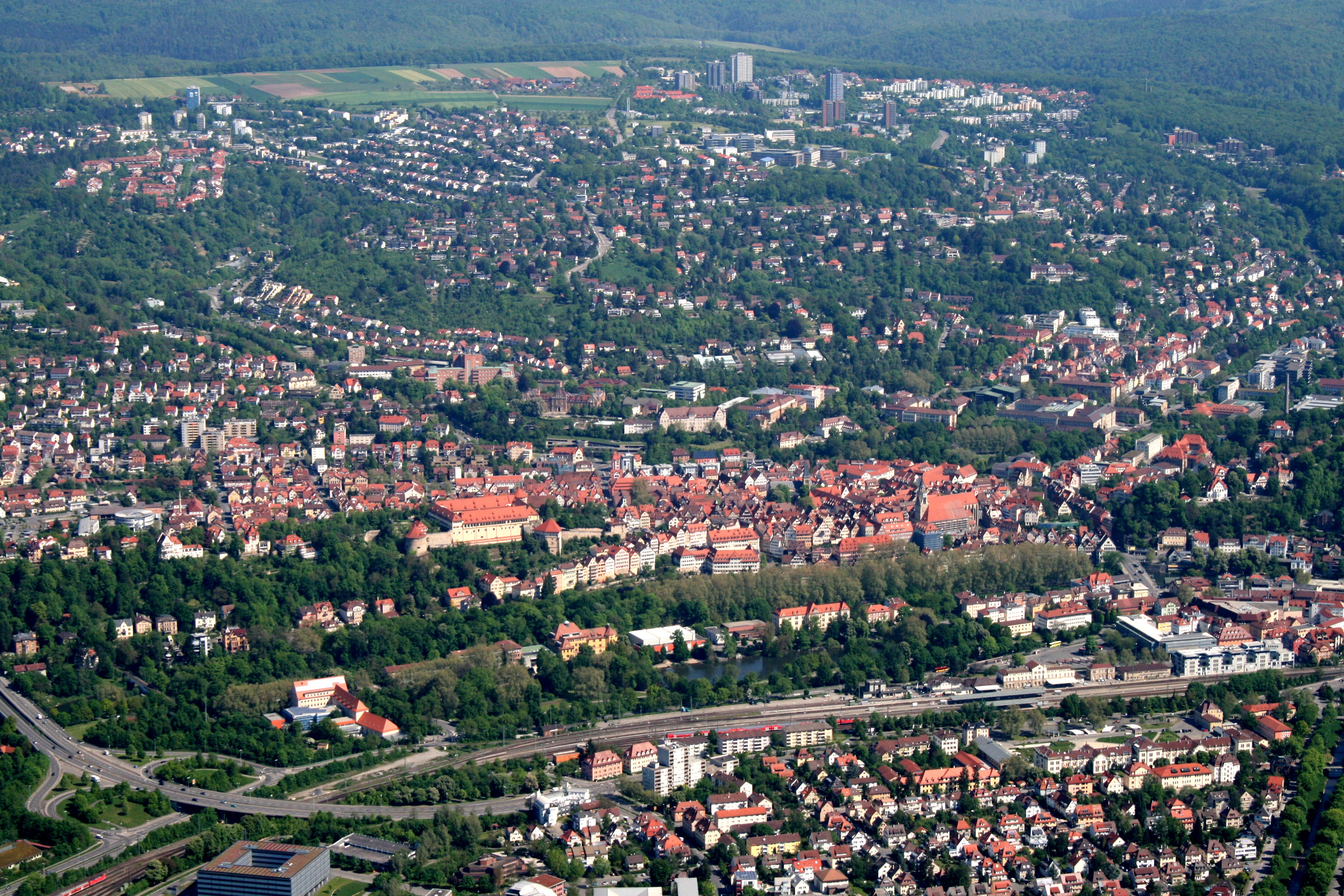
Tubinga.

Las antiguas callejuelas de Tubinga, acogen casas medievales de entramado de madera, de diferentes colores. Varias casas del siglo XV y XVI circundan la plaza del mercado de Tubinga, donde el edificio más antiguo es el ayuntamiento, construido en 1435.
La colegiata de estilo gótico está ubicada en el centro histórico. Su torre parece demasiado corta, ya que probablemente no fue completada. En su interior se encuentra la tumba de los gobernantes de Wurtemberg.
El castillo de Hohentübingen alberga al Museo 'Viejas Culturas', cuya pieza más notable es un caballo salvaje de cerca de 40 000 años de antigüedad hecho de marfil de mamut. Es una de las obras de arte más antiguas de la humanidad, siendo declarado Patrimonio de la Humanidad por la Unesco en 2017. El castillo, situado a 372 metros de altura, forma parte de la universidad y desde allí se observa una vista de general de la ciudad: la vegetación del entorno, sus tejados de color rojo y el río.
La Torre Hölderin, con su característico color amarillo, está situada a orillas del río Neckar y fue durante varios años y, hasta su muerte, el lugar de residencia del poeta romántico Friedrich Hölderlin, por lo que alberga un museo dedicado a su memoria.

### Religión
En Tubinga en 2000, un total de 44.0% de los habitantes eran protestantes, 25.9% católicos y 30.1% pertenecían a otra comunidad religiosa o no eran confesionales. 18 años después (al 31 de diciembre de 2018), un total de 30,658 o 33.8% de la población en Tübingen eran protestantes, 20,398 o 22.5% católicos, y el grupo más grande con 39,534 (43.6%) pertenecía a otra comunidad religiosa o no eran confesionales.

## Vínculos con Latinoamérica
Esta ciudad estudiantil tiene numerosos contactos con la región latinoamericana. Varias de sus facultades tienen especializaciones en esta región (como Geografía, Ciencias Políticas y Economía). También hay gran cantidad de estudiantes latinoamericanos gracias a los numerosos convenios y programas de intercambio con otras universidades. Esto se concreta asimismo en numerosas actividades sociales, culturales y políticas relacionadas con los países latinoamericanos. Tubinga fue hasta el año 2004 la sede del famoso Open Air "Viva Afro-Brasil", el mayor festival de este tipo en Europa (por problemas organizativos a partir de 2005 se realiza en Stuttgart). También se celebra anualmente el Festival de Cine Latino.

## Deporte
La ciudad es sede del Tigers Tübingen, un club de baloncesto profesional que milita en la ProA (Basketball Bundesliga), la segunda categoría del baloncesto alemán. Disputa sus partidos en el Paul Horn-Arena, con capacidad para 3132 espectadores. 